# Flor silvestre
Flor silvestre (spanisch für ‚Wildblume‘) ist ein mexikanischer Film aus dem Jahr 1943, bei dem Emilio Fernández Regie führte.

## Handlung
Das Melodrama erzählt die Geschichte von Esperanza und ihrem Ehemann José Luis Castro. Die beiden haben gegen den Willen ihres Vaters, des Landbesitzers Francisco, der sie von seinem Hof vertreibt, geheiratet. José Luis zieht aus, um in der Mexikanischen Revolution zu kämpfen, wobei er herausfindet, dass die Banditen Ursulo und Rogelio Torres seinen Vater ermordet haben. Er will Rache nehmen, aber Ursulo ist bereits an Typhus gestorben. Dennoch birgt er die Leiche und hängt den toten Körper auf. Rogelio Torres nimmt José Luis’ Ehefrau und seinen Sohn als Geiseln, so dass dieser sich ergibt und sein Leben gegen das der Geiseln eintauscht. Er wird ermordet, aber Esperanza kann weiterleben und sieht ihren Sohn aufwachsen, der sich dem mexikanischen Militär anschließt. In der Schlusssequenz hält sie ihren Sohn im Arm und bildet somit das Ideal der neuen, versöhnten Gesellschaft ab und blickt über das Land, das einst ihrem Vater gehört hat und nun in Besitz der Gemeinschaft übergegangen ist.

## Hintergrund
Der Film Flor silvestre wurde von der Gesellschaft Films Mundiales produziert. Er gilt als einer der künstlerisch am besten gelungenen Filme von Fernández. Er setzte sich in ihm kritisch mit dem Erbe der Revolution auseinander, nachdem er mit María Candelaria bereits einen kritischen Film über die Situation der indianischen Bevölkerung gedreht hatte. Dabei verließ er jedoch nicht die Darstellung der Revolutionsideale vor allem hin zum Filmschluss. In der die Jahre 1919 bis 1992 umfassenden Liste der 100 besten mexikanischen Filme, die von 25 Filmkritikern, Filmemachern und Historikern erstellt und am 16. Juli 1994 im Magazin Somos veröffentlicht wurde, nimmt Flor silvestre den 30. Platz ein.